# Обирки (Черниговская область)
Оби́рки (укр. Обірки) — село в Бахмачском районе Черниговской области в составе  Матеевского сельсовета. Население составляет 12 человек по результатам переписи 2001 года. Плотность населения — 93,75 чел/кв.км. Впервые упоминается в 1650 году. К 2007 году село опустело и в нём было основано сообщество художников «хутор Обирки».
Расположен приблизительно в 20 километрах к северу от райцентра Бахмач, высота над уровнем моря составляет 120 м. Средняя высота населённого пункта — 120 м над уровнем моря. Село находится в зоне умеренного умеренно континентального климата.